# Bur Reko
Bur Reko är ett berg i Indonesien.   Det ligger i provinsen Aceh, i den västra delen av landet, 1 500 km nordväst om huvudstaden Jakarta. Toppen på Bur Reko är 1 340 meter över havet.
Terrängen runt Bur Reko är kuperad åt sydväst, men åt nordost är den bergig.  Trakten runt Bur Reko är nära nog obefolkad, med mindre än två invånare per kvadratkilometer. I omgivningarna runt Bur Reko växer i huvudsak städsegrön lövskog.